# Nate Carr
Nate Carr (Erie, 24 giugno 1960) è un ex lottatore statunitense, specializzato nella lotta libera.

## Palmarès

### Olimpiadi
- 1 medaglia:
  - 1 bronzo (Seul 1988 nei pesi leggeri)